# Baetisca becki
Baetisca becki is een haft uit de familie Baetiscidae. De wetenschappelijke naam van de soort is voor het eerst geldig gepubliceerd in 1963 door Schneider & Berner.
De soort komt voor in het Nearctisch gebied.